# Systra
SYSTRA é um grupo internacional de engenharia e consultoria na área de mobilidade, presente especialmente nos transportes metrô-ferroviários e em particular nos transportes urbanos. Empregando aproximadamente 5000 colaboradores, a empresa é uma sociedade anônima detida pela RATP (operador do Metrô de Paris), SNCF (operador ferroviário nacional francês) e bancos franceses. A SYSTRA está presente em 78 países no mundo inteiro.
Em dezembro de 2014, a revista norte-americana ENR (Engineering News- Record) divulgou seu ranking anual das 250 maiores empresas de engenharia do mundo. A SYSTRA foi classificada em 2º lugar com 315.4 milhões de dólares de faturamento internacional para Transporte de massa e Ferroviário.

## Histórico

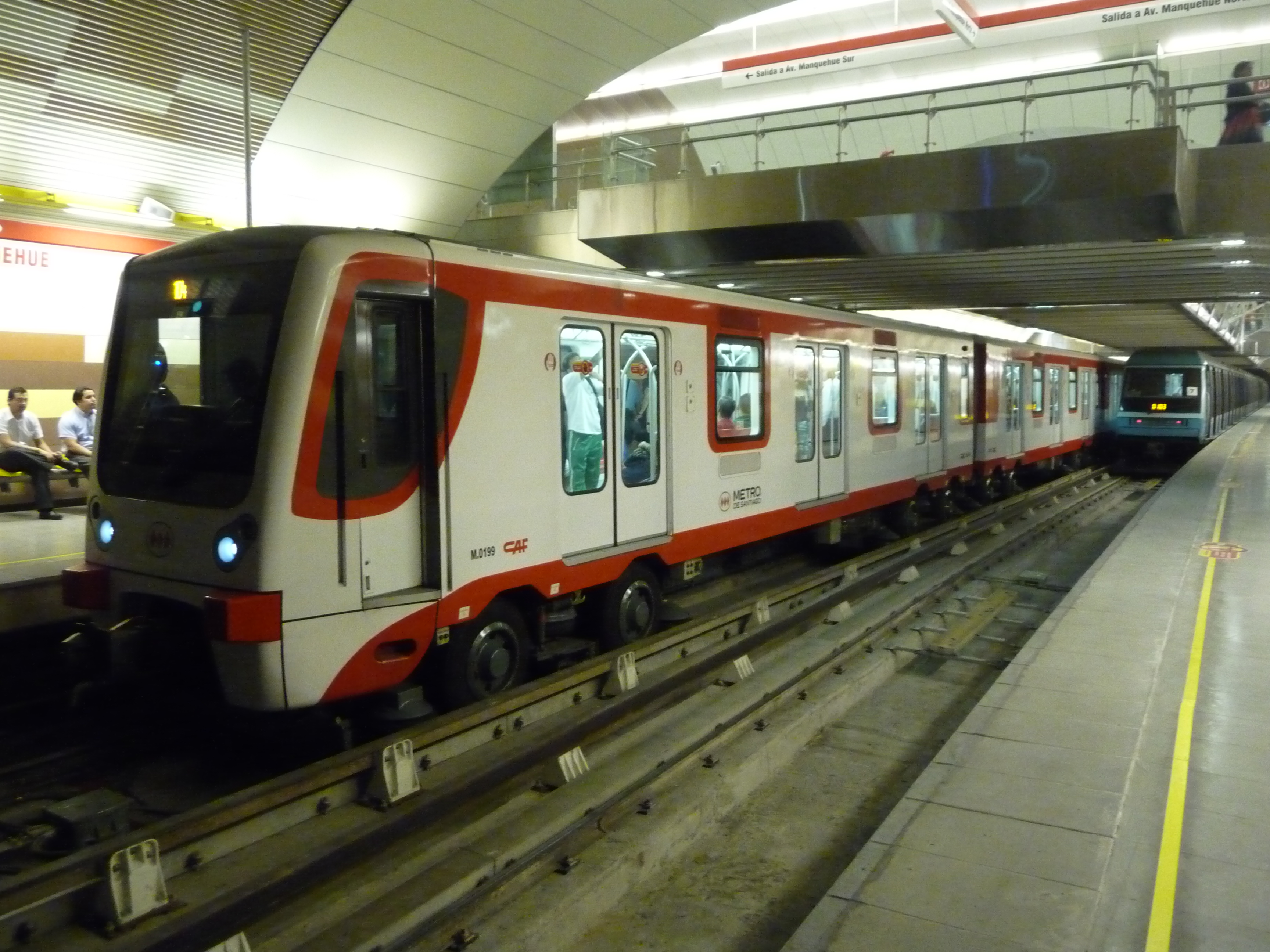
Metrô de Santiago

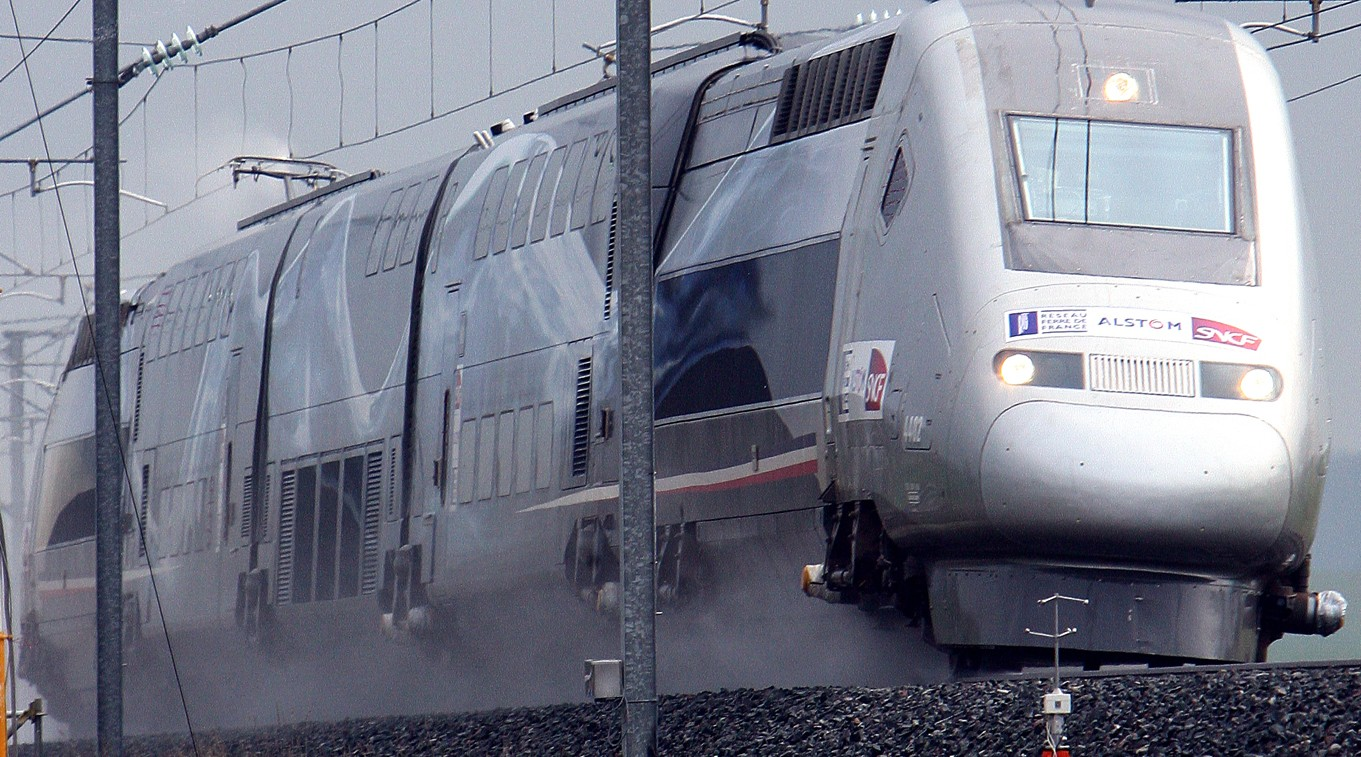
Recorde do Mundo de velocidade, trilho, de 574,8 km/h

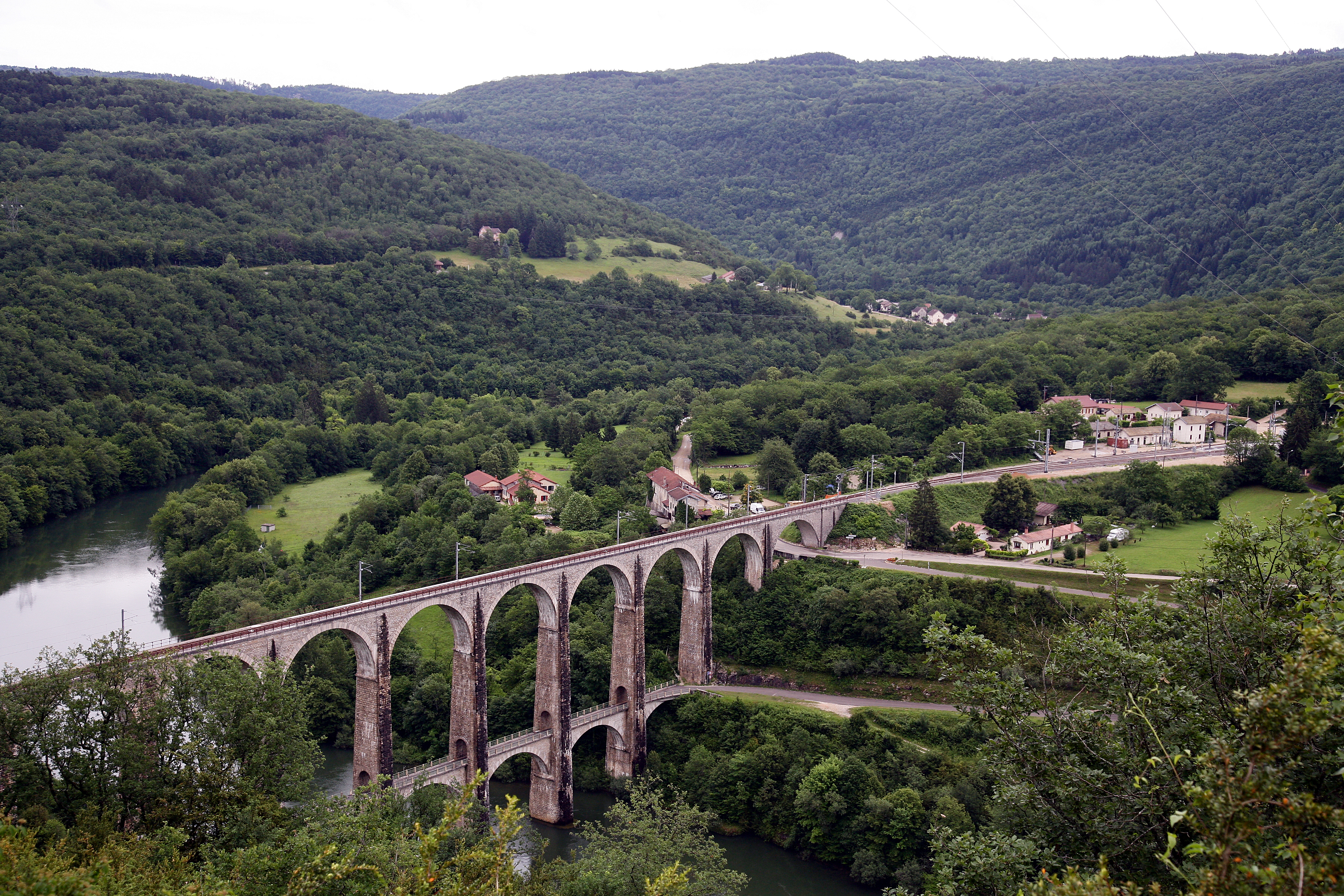
Modernização da linha de Haut-Bugey, França

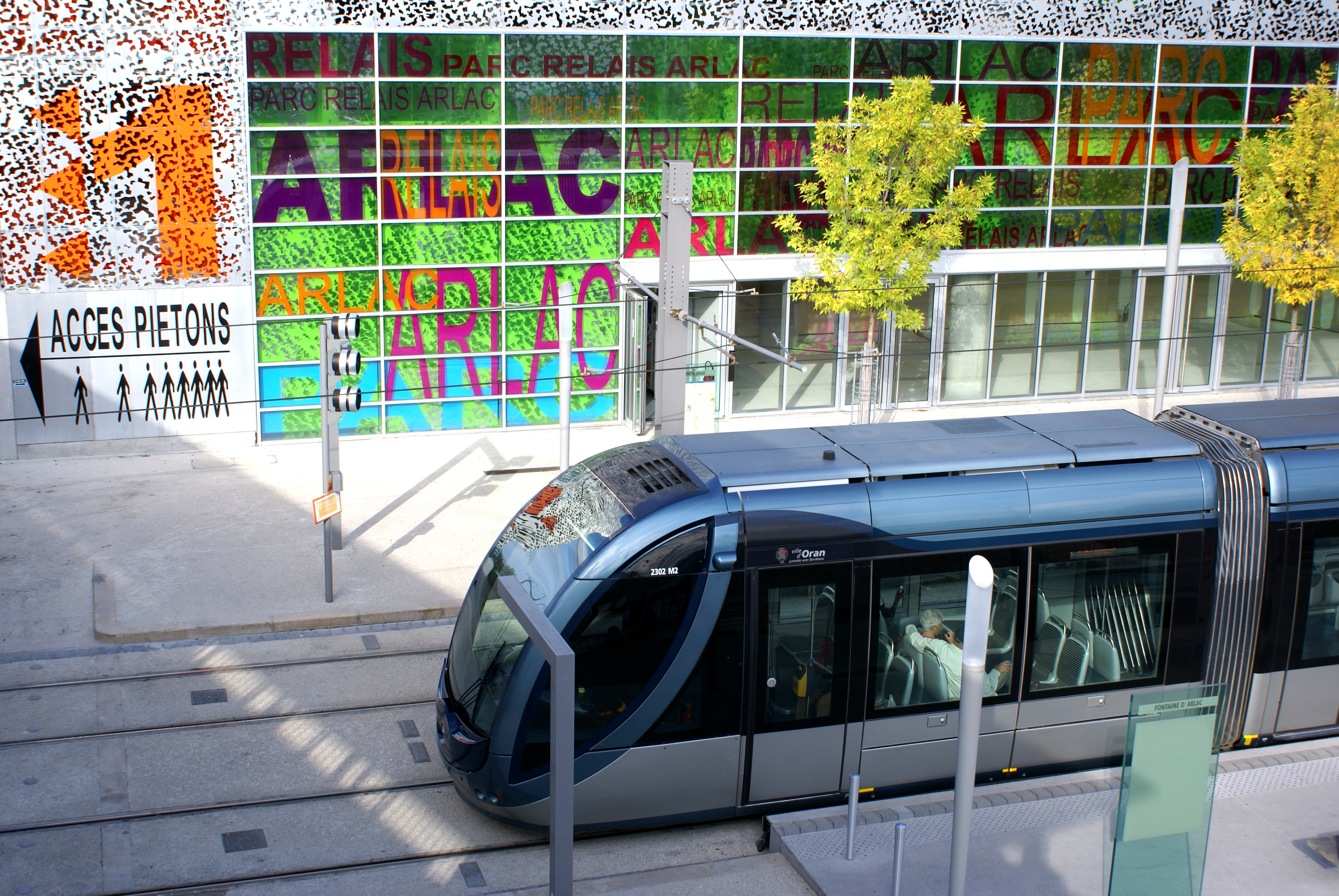
Tramway de Burdéus

A SYSTRA nasceu da fusão das filiais de engenharia criadas, por um lado, pela SNCF em 1957 (SOFRERAIL, Sociedade Francesa de Estudos e projetos ferroviários) e por outro, pela RATP em 1961 (SOFRETU, sociedade francesa de estudos e projetos de transporte urbano).
Em junho de 2011, a SYSTRA integra a INEXIA, filial de engenharia da SNCF, e a XELIS, filial de engenharia da RATP. Esta combinação de experiência destas três empresas faz da SYSTRA o número 1 do mercado francês de engenharia de transportes públicos, com liderança nas áreas de alta velocidade, renovação de ferrovias, metrô automático e estruturas subterrâneas no meio complexo urbano.
Em 1 de julho de 2012, a fusão das três empresas: SYSTRA, INEXIA e XELIS foi ratificada.
A SYSTRA tem várias subsidiárias que compõem o grupo: Canarail, MVA, SAI, etc.
A SYSTRA também tem muitas filiais ao redor do mundo: SYSTRA US, SYSTRA UK, SYSTRA Algérie, SYSTRA Maroc, SYSTRA India e recentemente SYSTRA Brasil.

### Alguns destaques
- 2017: Integração entre Vetec Engenharia LTDA, TECTRAN e SYSTRA, formando a SYSTRA Engenharia e Consultoria LTDA, uma das maiores empresas de engenharia consultiva do Brasil e América Latina.
- 2016: Aquisição da Vetec Engenharia LTDA, empresa de engenharia consultiva brasileira.
- 2015: Desenvolvimento da SYSTRA no Brasil com a acquisição da TECTRAN.
- 2014: A SYSTRA reforça a sua presença na Índia, com a aquisição da empresa de engenharia indiana SAI. As equipes da SAI e da SYSTRA Índia, filial fundada em 2005, tem competências complementares (meio-ambiente, rodovias, planejamento urbano, etc.).
- 2012: Incorporação de SYSTRA, INEXIA e XELIS
- 2011: Integração INEXIA e XELIS
- 2010: Atribuição pela RFF (Rede Ferroviária da França) da primeira Parceria Pública Privada (PPP) para o consórcio ferroviário liderado pela VINCI, da qual a SYSTRA faz parte para a construção do LGV (Linha de Alta Velocidade) Sud Europe Atlantique (SEA)
- 2007: A SYSTRA participa ao lado da SNCF, ao recorde mundial de velocidade ferroviária estabelecido em 574,8 km/h durante a operação chamada V150
- 1997: SYSTRA - SOFRETU - SOFRERAIL passa a se chamar SYSTRA
- 1995: Fusão da SOFRETU e SYSTRA - SOFRETU - SOFRERAIL (anteriormente SOFRERAIL)
- 1992: Criação do GROUPE SYSTRA S.A., Aproximação da SOFRETU e da SOFRERAIL
- 1961: Criação da SOFRETU pela RATP
- 1957: Criação da SOFRERAIL pela SNCF

## Os principais projetos da SYSTRA
A SYSTRA é reconhecida graças à sua participação nos seguintes projetos principais:

### Metrô
- Metrô do Rio de Janeiro: A atuação da SYSTRA no Brasil data do início da década de 80, a SYSTRA (então denominada SOFRETU) teve envolvimento significativo com o desenvolvimento da rede de metrô do Rio de Janeiro, participando do projeto preliminar, projeto detalhado e supervisão de obras das linhas 1 e 2;
- Metrô de Santiago de Chile: A SYSTRA está presente desde 1968, tendo contribuído para a engenharia de todas as linhas e agora prestando serviços de assistência técnica para a implantação de duas novas linhas de metrô automatizado (driverless): linhas 3 e 6;
- Metrô da Meca: A SYSTRA realizou o design desta linha destinada a facilitar o transporte de 3,5 milhões de peregrinos que se reúnem na Meca 7 dias por ano durante a peregrinação do Hajj ;
- Metrô de Baku: A SYSTRA é responsável pela engenharia e dirige os estudos desde 2009 ;
- Grand Paris Express (Rede Expressa de Transporte Urbano de Paris): A SYSTRA está envolvida em várias áreas do projeto, dentre os quais a assistência de gestão e especificações dos sistemas da linha 15-Vermelha e o gerenciamento e supervisão das obras de infraestrutura do trecho entre Noisy-Champs e Villejuif Louis Aragon da linha 15-Vermelha ;
- Metrô de Nova York: A SYSTRA atuou como gerenciadora de projetos para o túnel sob o East River: orçamento, planejamento, design, acompanhamento de construção.

### VLT (Veiculo Leve sobre Trilhos)
- VLT do Rio de Janeiro (Brasil): A SYSTRA faz parte do consórcio de engenharia do projeto do VLT do Rio de Janeiro;
- VLT de Burdéus (França): A SYSTRA atuou como empresa de engenharia do VLT de Burdéus desde o início do projeto (1997), durante as 3 fases.
- VLT de Besançon (França): Exercendo uma função de assistência de gestão e especificações dos sistemas para todo o projeto, a SYSTRA também assegurou o gerenciamento e supervisão das obras de energia, material rodante e bilhetagem.
- VLT de Casablanca (Marrocos): A SYSTRA foi o contratante principal para o projeto.
- VLT de Dubai - Al Safooh (Emirados Árabes Unidos): A SYSTRA é responsável pela assistência de gestão do projeto (Dubai Roads and Transport Authority)

### Alta Velocidade
- LGV SEA (França): A SYSTRA é a empresa de engenharia dentro do grupo Lisea para a linha ferroviária de alta velocidade entre Tours e Burdéus.
- 2ª Fase da LGV Leste (França): A SYSTRA realiza consultoria para estudos, gestão de projetos e supervisão da construção.
- High Speed One - Túnel do Canal da Mancha (UK): A SYSTRA realizou prestações de consultoria para estudos, gestão de projetos, fiscalização de obras e comissionamento.
- Linha de Alta Velocidade de Seul-Busan (Coreia do Sul): A SYSTRA realizou os estudos de consultorias, gestão de projetos, supervisão de obras e comissionamento.

### Ferroviário
- Programa de Eletrificação na Dinamarca: A SYSTRA efetuou missões de consultoria para o cliente Banedanmark.
- Linha de Frete Norte-Sul (Arábia Saudita): A SYSTRA executou diversas prestações na área de estudos, gestão de projetos e supervisão da construção.
- Modernização da linha do Haut-Bugey (França): A SYSTRA realizou diversas missões de estudos, gestão de projetos, fiscalização de obras e comissionamento para a RFF.
- Linha de Frete Trans-Gabão: A SYSTRA realizou os estudos preliminares e o projeto desta linha de 650 quilômetros.

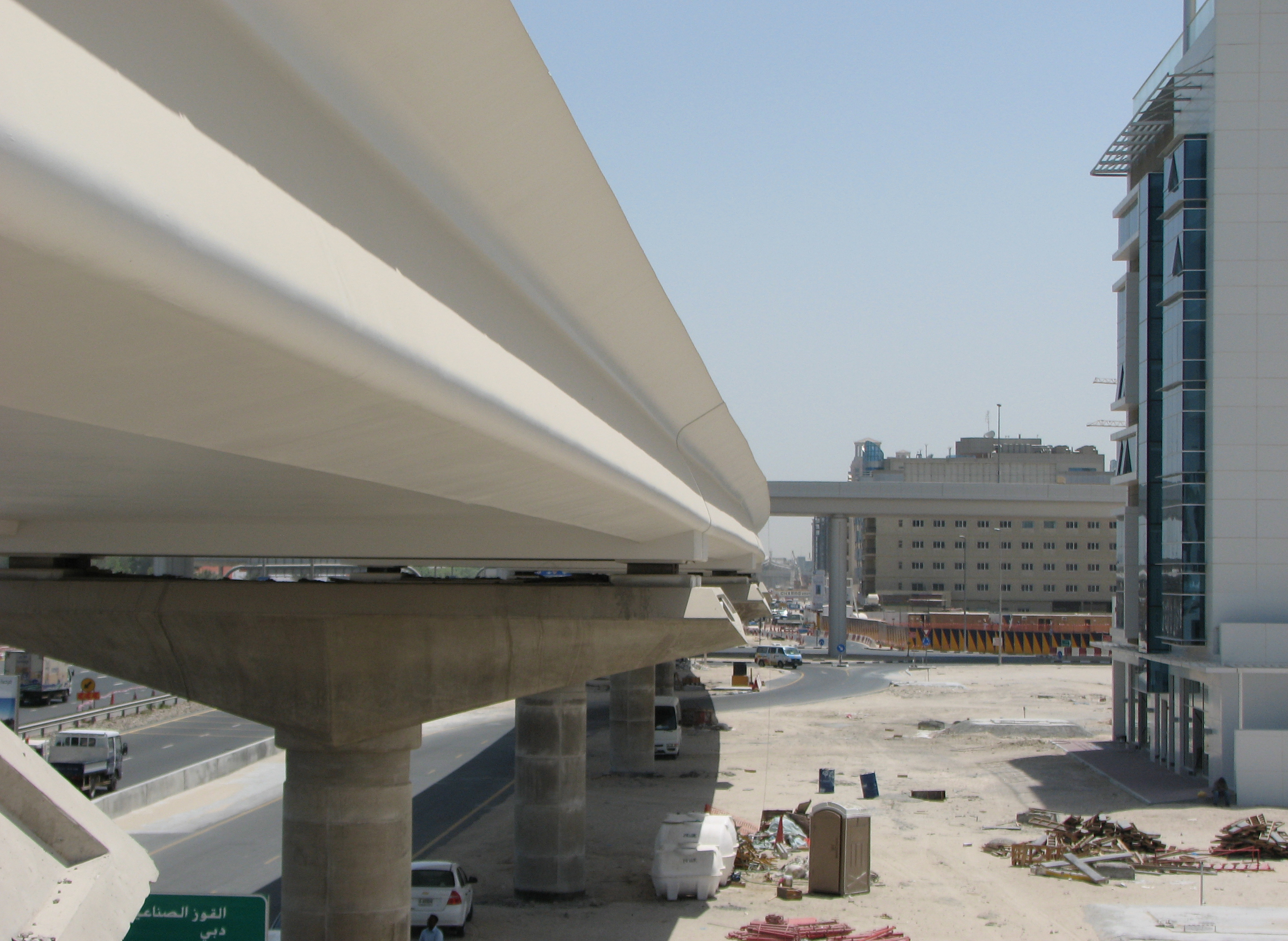
Viaduto em forma de U em Dubai

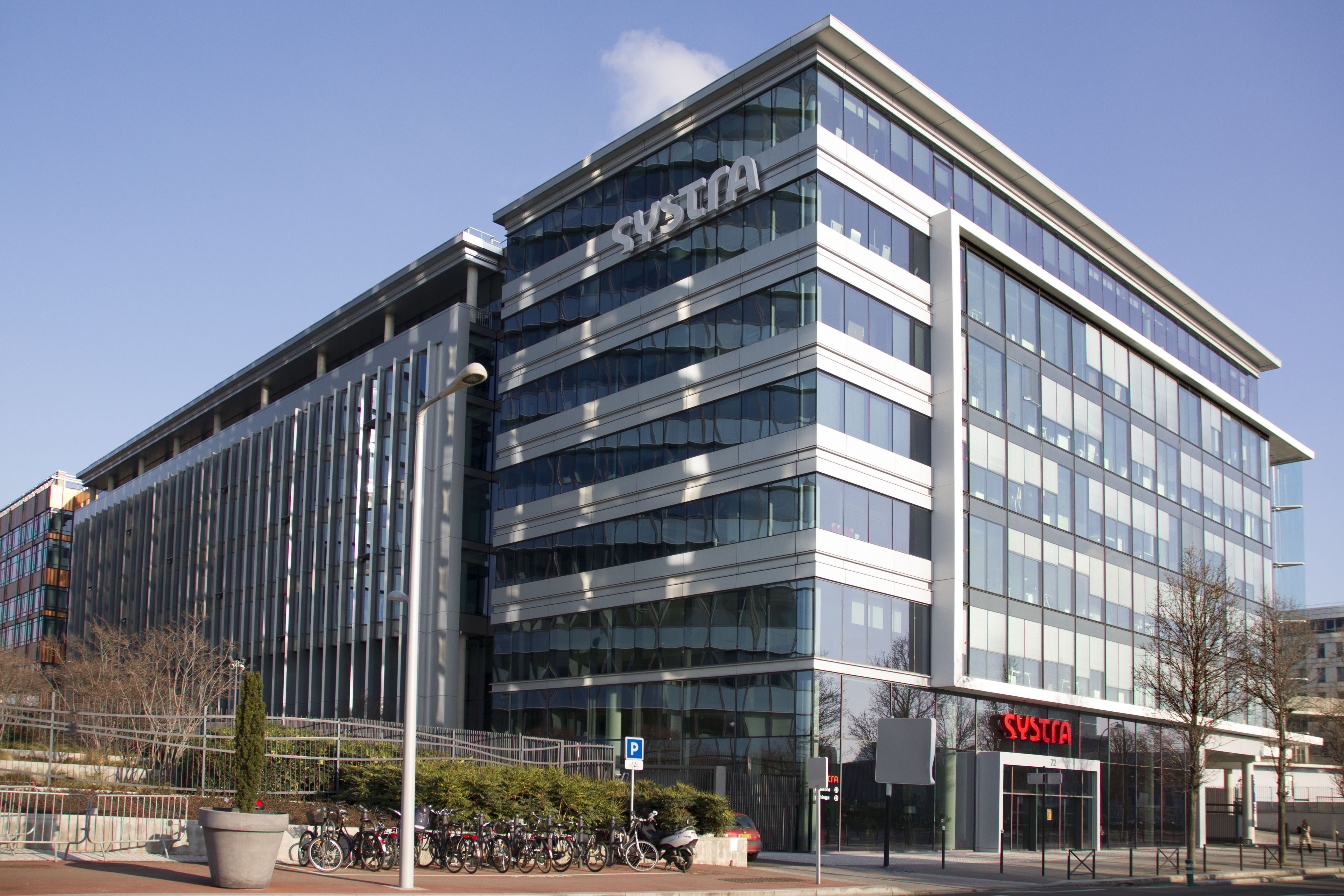
Sede da SYSTRA em Paris.

## Competências
- Gerenciamento de Projetos
- Estudos preliminares (análises socioeconômicas, ambiental, etc.)
- Obras de construção civil (pontes, túneis, estações, etc.)
- Engenharia de Sistemas (sinalização, telecomunicações, eletrificação, etc.)
- Material rodante
- Supervisão de obras
- Testes e comissionamento
- Operação / Manutenção

## Inovação
A SYSTRA possui as seguintes patentes:
- Viaduto em U
- Método e sistema de auxílio para circulação de trens de manutenção

## Prêmios
- Prêmio do Centenário atribuído em 2013 pela FIDIC para o projeto ferroviário de Meca – Mashaaer
- MEED Transport Project of the year (2011) atribuído à SYSTRA e a Parsons pela linha vermelha do Metrô de Dubai
- Safety Award 2010 (RTA – Roads and Transport Authority, Dubai): Prêmio atribuído a SYSTRA - PARSONS para o cumprimento de elevados padrões de saúde, segurança e meio ambiente.
- Grande Prêmio Nacional de Engenharia (França), em 2008, concedido pela Syntec-Engenharia ao colaborador da SYSTRA Daniel DUTOIT pela concepção e direção do projeto Metrô de Dubai.
- Structural Awards 2008 concedido ao projeto de St. Pancras International Station High Speed 1. O prêmio foi dado ao grupo RLE (Arup, Bechtel, Halcrow, SYSTRA) pelo projeto estrutural dos edifícios.